# Pidonia sylvicola
Pidonia sylvicola är en skalbaggsart som beskrevs av Mikio Kuboki 1977. Pidonia sylvicola ingår i släktet Pidonia och familjen långhorningar. Inga underarter finns listade i Catalogue of Life.